# Franziska Fuchs
Franziska Fuchs (* 5. September 1945 in München) ist eine deutsche Malerin und Grafikerin.

## Leben und Werk
Franziska Fuchs wurde am 5. September 1945 in München geboren. Sie studierte ab 1961 zunächst an privaten Kunstschulen, von 1969 bis 1974 Malerei und Graphik an der Akademie der Bildenden Künste München. Als Schülerin von Mac Zimmermann wandte sich Fuchs zunächst dem Phantastischen Realismus zu, später dominieren zunehmend kultur- und gesellschaftskritische Sujets. Ab Mitte der 70er Jahre entstanden Buchillustrationen, erste Einzelausstellungen fanden 1979 in Augsburg und St. Moritz statt. Typisch für Fuchs’ jüngeres Werk sind porträthafte Tierdarstellungen und elegische Motivik, in der vielfach ihr politisches Engagement für Tierschutz durchscheint. Fuchs lebt als freischaffende Künstlerin in München-Schwabing.

## Buchillustrationen
- Eberhard Trumler: Hunde ernst genommen (1974), Meine Tiere Deine Tiere (1976), Trumlers Ratgeber für den Hundefreund (1977).